# Anne C. Voorhoeve
Anne Charlotte Voorhoeve (Bad Ems, 1963. december 19. –) német forgatókönyvíró és író.

## Pályafutása
Anne Charlotte Voorhoeve a duisburgi Reinhard és Max Mannesmann Gimnáziumba járt. Ezt követően Mainzban politológiát, amerikanisztikát és ókori történelmet tanult. Ezután egy évig asszisztensként dolgozott a Marylandi Egyetemen. Miután egy orvosi folyóirat szerkesztőségében végzett szakmai gyakorlatot, kiadó szerkesztőjeként és public relationsként dolgozott. Szerkesztőként 2000-ben önálló vállalkozó lett, 2005-től pedig teljes egészében az írásnak szenteli magát.
Első munkája, a Lilly unter den Linden eredetileg forgatókönyvként íródott, és 2002-ben a Leipziger Polyphon forgatta az MDR és az ARTE megbízásából. Csak két évvel később jelent meg regényként, amelyet 2006-ban újranyomtak. A Lilly unter den Linden című színpadi darabot 2008-ban mutatta be a braunschweigi Junges Staatstheater (rendező: Mario Portmann). További produkciók: Grips Theater Berlin, Junges Staatstheater Eisenach, DasDa Theater Aachen.
Voorhoeve könyveiben kortárs témákat dolgoz fel: a Lilly unter den Lindenben az NDK-ról ír. A történet 1988-ban játszódik, de életkörülményeinek és politikai viszonyainak ábrázolása 1961-től néhány kivételtől eltekintve az NDK-ra is érvényes. A Liverpool Street (2007) című regény a tizenegy éves berlini zsidó lány, Ziska élményeit írja le, aki nem sokkal a háború kezdete előtt egy Kindertransporttal érkezett Londonba a náci Németországból, nevelőcsaládban nőtt fel és hét évvel később nehéz döntés elé állította, hogy melyik családba menjen, melyik országba, melyik valláshoz tartozik valójában. A Nanking Road (2013) című regény egy mi lenne, ha történet a Liverpool Streetről: ugyanazok a szereplők egészen más sorsot élnek át édesanyjuk egyetlen kimondatlan mondata miatt a Gestapónak. Ebben a könyvben Ziska nem egyedül utazik Angliába, hanem szüleivel együtt menekül Sanghajba száműzetésbe. Az Einundzwanzigster Juli (2008) című regényében Voorhoeve a Hitler elleni 1944. július 20-i merényletről és a Stauffenberg család későbbi bebörtönzését tárgyalja. A Der Weißen Rabe (WDR 2012) című rádiójátékban letartóztatják és súlyos kihallgatásnak vetik alá Melitta Stauffenberg grófnőt, a mérnököt és tesztpilótát, aki a Luftwaffénak dolgozott, és valószínűleg cinkosa volt a sógora által tervezett Hitler-gyilkossági kísérletnek. Az Unterland (2012) egy regény a háború utáni Németországról. Szigetének evakuálása után a helgolandi Alice családjával próbál túlélni a lepusztult Hamburgban, miközben nem veszíti szem elől a hazatérés reményét.
A Kascha Nord-Nordost című regény (2015, új kiadás 2018 Kascha und der große Schnee címmel) az 1978/79-es németországi észak- és kelet-németországi történelmi hókatasztrófáról mesél. Voorhoeve első gyermekkönyvében, a Wir 7 vom Reuterkiez (2016) Berlin-Neuköllnben a dzsentrifikáció által fenyegetett negyed lakói találékonysággal védekeznek egy befektetővel szemben. A Gefährten für immer (2018) című művével a szerző visszatér a történelmi regényhez, és leírja a kelet-poroszországi trakehneni tenyésztők elkeseredett próbálkozását, hogy megmentsék lovaikat a közelgő fronttól a második világháború vége felé.
Anne C. Voorhoeve Berlinben él.

## Művei
- Lilly unter den Linden, 2004 (Lilly Marlene)
  - Lilly átmegy a falon – Könyvmolyképző, Szeged, 2017 · ISBN 9789632459967 · Fordította: Szakál Gertrúd
- Liverpool Street, 2007
  - Liverpool Street – Könyvmolyképző, Szeged, 2015 · ISBN 9789632459950 · Fordította: Szakál Gertrúd
- Einundzwanzigster Juli, 2008
- Unterland, 2012
- Nanking Road, 2013
- Kascha Nord-Nordost, 2015. évi ajánláslista a 2016-os Gustav Heinemann-békedíjhoz
  - Kascha und der große Schnee (2018-as kiadásban)
- Wir 7 vom Reuterkiez, 2016
- Gefährten für immer, 2018

## Fordítás
- Ez a szócikk részben vagy egészben  az   Anne C. Voorhoeve című német Wikipédia-szócikk fordításán alapul.  Az eredeti cikk szerkesztőit annak laptörténete sorolja fel. Ez a jelzés csupán a megfogalmazás eredetét és a szerzői jogokat jelzi, nem szolgál a cikkben szereplő információk forrásmegjelöléseként.